# Mario Czaja
Mario Czaja (ur. 21 września 1975 w Berlinie Wschodnim) – niemiecki polityk, członek berlińskiej Izby Deputowanych (1999–2021), senator Berlina ds. zdrowia i spraw socjalnych (2011–2016) oraz deputowany do Bundestagu (od 2021). Działacz Unii Chrześcijańsko-Demokratycznej (CDU) oraz jej sekretarz generalny w latach 2022–2023.

## Życiorys
Dorastał w Berlinie-Mahlsdorfie w rodzinie elektryka i pielęgniarki. W dzieciństwie był ministrantem. W 1995 ukończył Gerhart-Hauptmann-Gymnasium w Berlinie-Friedrichshagen, a od 1997 kształcił się jako agent ubezpieczeniowy w Nürnberger Versicherungs AG. Od 2000 był kierownikiem ds. marketingu i sprzedaży w Krone Management und Technologie GmbH. Od 2002 do 2011 zawodowo związany był z Gegenbauer Holding. W 2010 ukończył studia z ekonomiki przedsiębiorstwa na Technische Hochschule w Wildau. 
W latach 1995–1999 był członkiem rady dzielnicy Hellersdorf. W wyborach lokalnych w październiku 1999 został wybrany z list CDU do berlińskiej Izby Deputowanych z okręgu Kaulsdorf-Mahlsdorf, w której zasiadał nieprzerwanie do 2021. Od 2011 do 2016 był senatorem ds. zdrowia i spraw socjalnych w Senacie Berlina. 
W wyborach parlamentarnych w 2021 zdobył bezpośredni mandat deputowanego do Bundestagu w okręgu wyborczym Marzahn – Hellersdorf. Było to pierwsze w historii zwycięstwo kandydata CDU w okręgu, który od 1990 nieustannie przypadał kandydatom PDS, a następnie Die Linke. Czaja został wybrany w 2022 na następcę Paula Ziemiaka na stanowisku sekretarza generalnego CDU i pełnił funkcję do lipca 2023. 

## Życie prywatne
Jego brat Sebastian Czaja, związany z Wolną Partią Demokratyczną (FDP), również był członkiem berlińskiej Izby Deputowanych (2006–2011 i 2016–2023).
Jest wyznania rzymskokatolickiego. Żonaty, ma córkę.